# Margaret Daly
Pour les articles homonymes, voir Daly.
Margaret Elizabeth Daly, née le 26 janvier 1938 à Belfast, est une femme politique britannique.
Membre du Parti conservateur, elle siège au Parlement européen de 1984 à 1994.